# Democoonte
En la mitología griega, Democoonte (o Democoón) es hijo ilegítimo de Príamo y un héroe del bando troyano al que, según el relato de la Ilíada, mata Odiseo en venganza por la muerte de su amigo Leuco.